# 趙埛
华王趙坰（1202年—1202年），宋朝宗室。
宋朝第十三代（南宋第四任）皇帝宋宁宗赵扩的五子，生母恭聖皇后杨氏，嘉泰二年（1202年）冬趙坰出生，未逾月薨逝。追封华王，谥号冲穆。宋宁宗有九子（长子未命名），但都不满周岁夭折，并且从未有二子同时在世的情况。宋宁宗晚年，其祖父宋孝宗子孙绝嗣，遂先后选定赵询（景献太子）、赵竑（镇王）、赵昀（宋理宗）三个远支宗室的继承人。